# Mississauga
Pour les articles homonymes, voir Mississauga (homonymie) et Mississaugas.
Mississauga (prononciation en anglais : /ˌmɪsɪˈsɑɡə/) est une ville canadienne située dans la municipalité régionale de Peel, près de Toronto, en Ontario. Au recensement de 2021, la population s'élève à 717 961 habitants habitants. Cette population classe Mississauga au septième rang  des villes du Canada et au troisième rang en Ontario.

## Géographie
Mississauga est située dans le sud de l'Ontario, à l'embouchure de la rivière Credit dans le lac Ontario.

## Histoire
La ville est créée avec le statut de town en 1968 par la fusion des localités d'Applewood, Clarkson, Cooksville, Dixie, Erindale, Lakeview, Lorne Park, Malton, Meadowvale Village, Sheridan et Toronto Township. En 1974, elle fusionne à nouveau avec Port Credit et Streetsville, avec le statut de city.
En 1979, Mississauga a été le théâtre d'un déraillement d'un train de matières dangereuses, entraînant la plus grande évacuation en temps de paix avant celle de La Nouvelle-Orléans en août 2005.
Plus de 200 000 personnes furent déplacées afin de contrer le risque d'explosion et de propagation de chlore contenu dans quelques wagons empilés au-dessus des wagons de propane. Quelque 600 policiers provenant de forces locales, de la GRC, de l'OPP et de la police de Toronto parvinrent à maintenir la sécurité du secteur évacué. La logistique d'approvisionnement en nourriture de tous ces hommes fut soutenue par les marchands locaux.

## Politique et administration

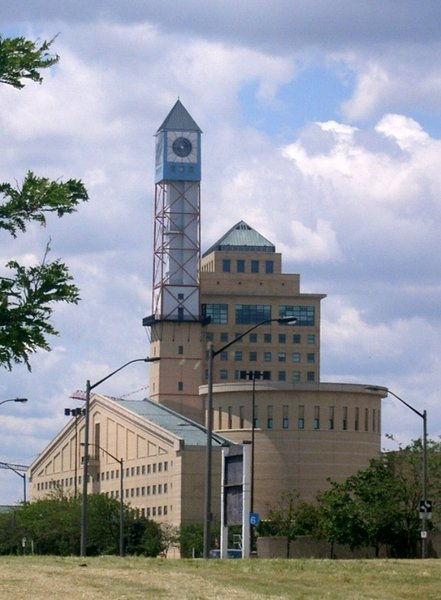
Mississauga Civic Centre

La ville est administrée par un conseil municipal de douze membres, dont le maire, élus pour un mandat de quatre ans. Les dernières élections ont eu lieu le 24 octobre 2022. Le conseil municipal siège au Mississauga Civic Centre (en).
| Période | Période  | Identité             | Étiquette | Qualité |
| ------- | -------- | -------------------- | --------- | ------- |
| 1968    | 1972     | Robert Speck         |           |         |
| 1972    | 1973     | Charles Murray       |           |         |
| 1974    | 1976     | Martin Dobkin        |           |         |
| 1976    | 1978     | Ronald Searle        |           |         |
| 1978    | 2014     | Hazel McCallion      |           |         |
| 2014    | 2024     | Bonnie Crombie       |           |         |
| 2024    | en cours | Carolyn Parrish (en) |           |         |

## Économie
Partageant ses frontières municipales avec la ville de Toronto à l'est, Mississauga est un important centre économique. Plus de 18 000 entreprises sont installées à Mississauga, dont les sièges sociaux de quelques-unes des plus grandes compagnies au Canada. Dynamique et orientée vers les nouvelles technologies, la ville joue un rôle de plus en plus important dans le développement économique canadien.
Les principaux employeurs sont[Quand ?]:
- Air Canada
- Avis
- Bell Canada
- Canada Customs and Revenue Agency
- Canada Post (Gateway Postal Facility)
- Cara Operations
- Credit Valley Hospital
- Conseil scolaire catholique de district de Dufferin-Peel
- Federal Express Canada Ltd.
- GlaxoSmithKline
- Hershey's Canada
- Hewlett-Packard (Canada) Ltd.
- Honeywell
- Loblaws Companies East
- Microsoft Corporation
- Ministère du transport (Ontario)
- Pepsico Canada Ltd.
- Praxair Canada Inc.
- PPG Canada Inc.
- Purolator Inc.
- RBC Banque Royale
- Siemens AG
- TD Canada Trust
- The Green Organic Dutchman
- Trillium Health Group
- Ville de Mississauga
- Wal-Mart Stores Ltd.
- Xerox

## Transport
Le plus grand aéroport canadien, l'aéroport international Pearson de Toronto, est situé à Mississauga. De plus, les plus grandes autoroutes ontariennes dont l'autoroute 401 (Macdonald-Cartier Freeway) traversent la ville.

## Démographie

### Langues les plus parlées
Seulement 59 % des habitants de la ville parlent l'anglais comme langue maternelle. D'autres langues souvent mentionnées sont le chinois (4,4 %) et le polonais (4,2 %). Le français, quant à lui, est la langue maternelle de 1,3 % des habitants de Mississauga.

### Les religions les plus importantes
- Catholicisme : 42,1 %
- Protestantisme : 21,8 %
- Islam : 6,9 %
- Hindouisme : 4,8 %
- Sikh : 3,8 %

| 2001    | 2006    | 2011    | 2016    |
| ------- | ------- | ------- | ------- |
| 612 925 | 668 549 | 713 443 | 721 599 |

## Éducation
Mississauga comprend le siège du Conseil scolaire de district de Peel. Le Conseil scolaire de district de Peel a les écoles anglophones laïques publiques. Le Conseil scolaire catholique de district de Dufferin-Peel a les écoles anglophones catholiques publiques. Le Conseil scolaire Viamonde a les écoles francophones laïques publiques. Le Conseil scolaire de district catholique Centre-Sud a les écoles francophones catholiques publiques.

## Sport
Au hockey junior, y évoluent les Steelheads de Mississauga.
Anciennes équipes de hockey sur glace:
- Chiefs de Mississauga (1993-2003; 2007-2010)
- IceDogs de Mississauga (1998-2007)
- St. Michael's Majors de Mississauga (2007-2012)

Autres franchises disparues:
- Basket-ball: Power de Mississauga (2013-2015)
- Soccer intérieur: MetroStars de Mississauga (2018)

## Personnalités liées à Mississauga
- Maitreyi Ramakrishnan, actrice principale de la série « mes premières fois »
- Thomas Laird Kennedy, premier ministre de l'Ontario du 19 octobre 1948 au 4 mai 1949.
- Ville natale de Santino Marella catcheur à la WWE
- John Tavares joueur de hockey canadien des Toronto Maple Leafs en LNH.
- Richie Mehta, réalisateur canadien.
- Jason Spezza, ancien joueur de hockey canadien des Sénateurs d'Ottawa et Maple Leafs de Toronto.
- Nik Stauskas, joueur canadien de basket-ball des 76ers de Philadelphie.
- Le groupe de Rock Billy Talent est originaire de Streetsville près de Mississauga.
- Shay Mitchell, actrice, mannequin
- PartyNextDoor, chanteur de PBR&B
- Oscar Peterson, pianiste de jazz.
- Richard Harmon, acteur.
- Johnny Orlando, youtuber et chanteur.
- Michael "Shroud" Grzesiek, Ancien joueur pro CSGO avec les Cloud9, streamer à plein temps sur la plateforme Twitch ; essentiellement sur le battle royal PUBG.
- Bianca Andreescu, joueuse de tennis

## Jumelage
- Kariya (Japon)

## Honneur
L'astéroïde (223950) Mississauga porte son nom.